# Józef Litwiński
Józef Litwiński herbu Jelita – szambelan Stanisława Augusta Poniatowskiego w 1793 roku, czeladnik lóż wolnomularskich Doskonała Tajemnica (1786) i Polak Dobroczynny (1787).
W 1794 został kawalerem Orderu Świętego Stanisława.